# Джангакты
Джангакты (кирг. Жаңгакты) — село в Узгенском районе Ошской области Кыргызстана. Входит в состав Ийри-Сууского аильного округа. Код СОАТЕ — 41706 255 826 03 0

## Население
По данным переписи 2023 года, в селе проживало 1 181 человек.